# Daniel Richter (film)
Pour plus de détails, voir Fiche technique et Distribution.
Daniel Richter est un film documentaire allemand réalisé par Pepe Danquart sorti en 2023 sur le peintre allemand Daniel Richter.

## Synopsis
Dans la première séquence, Daniel Richter répond d'emblée au réalisateur quant aux raisons pour lesquelles il est favorable à la sortie du film : Il y a une différence entre une image et un enregistrement en mouvement. C'est pourquoi on peut voir Richter dans son atelier, où il conçoit et peint des tableaux et commente parfois ses réflexions sur les œuvres d'art correspondantes.
Entre ces images, le collectionneur Harald Falckenberg apparaît, essayant de faire le tri dans l'art de Richter et ses phases. Il met particulièrement l'accent sur l'évolution de la peinture abstraite vers un style plus figuratif. L'artiste Tal R., qui a rencontré Richter lors d'une exposition, assume un rôle similaire. On retrouve sans cesse Eva Meyer-Hermann qui, en tant qu'historienne de l'art, classe les œuvres et qui à son tour explique à Richter le sens de ses œuvres. C'est ainsi qu'elle explique l'évolution vers ses peintures de talibans ou le changement de son style.
De plus, des scènes de ventes aux enchères chez Christie's ou dans d'autres maisons de ventes sont diffusées, montrant les sommes que rapportent les œuvres de Richter. Son ami Jonathan Meese raconte comment les deux se sont rencontrés à la Hochschule für bildende Künste Hamburg, mais il parle également de sa personnalité par rapport à celle de Richter. Entre les deux se trouvent des scènes dans lesquelles Richter ouvre des expositions à New York et Munich et classe à son tour ses œuvres. Enfin, l'accent est mis sur son exposition, qui montre des interprétations de deux soldats blessés qu'il avait découverts auparavant sur une vieille carte postale de campagne. Le film se termine par un somptueux dîner célébrant sa dernière exposition.

## Fiche technique
- Titre : Daniel Richter
- Réalisation : Pepe Danquart
- Scénario : Pepe Danquart
- Musique : Ramon Kramer (de)
- Photographie : Daniel Gottschalk, Marvin Hesse
- Son : Clemens Endress
- Montage : Toni Froschhammer
- Production : Vanessa Nöcker, Benjamin Seikel
- Société de production : B | 14 FILM
- Société de distribution : Weltkino Filmverleih
- Pays d'origine :  Allemagne
- Langue : allemand
- Format : Couleurs - 2,35:1 - Dolby - 35 mm
- Genre : Documentaire
- Durée : 118 minutes
- Dates de sortie :
  -  Allemagne : 2 février 2023.

## Distribution
- Daniel Richter
- Harald Falckenberg (de)
- Jorg Grimm
- Max Hollein
- Jonathan Meese
- Eva Meyer-Hermann (de)
- Tal R (de)

## Production
Le réalisateur Pepe Danquart accompagne Richter dans de nombreuses activités de 2019 à 2021.

## Source de la traduction
- (de) Cet article est partiellement ou en totalité issu de l’article de Wikipédia en allemand intitulé « Daniel Richter (Film) » (voir la liste des auteurs).